# Chastleton House

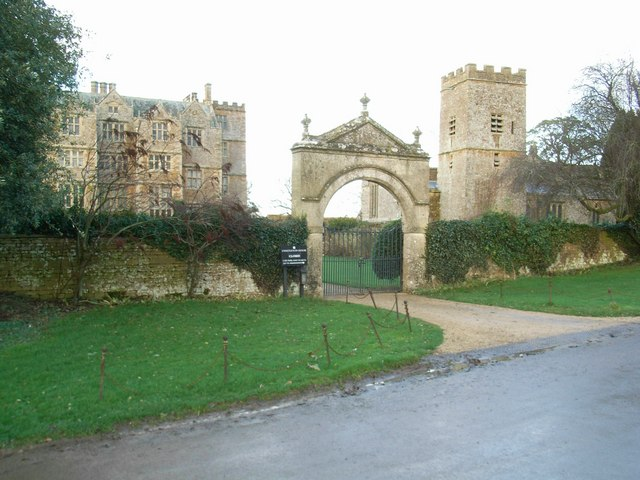
Einfahrt von Chastelton House mit der Kirche St Mary’s (rechts)

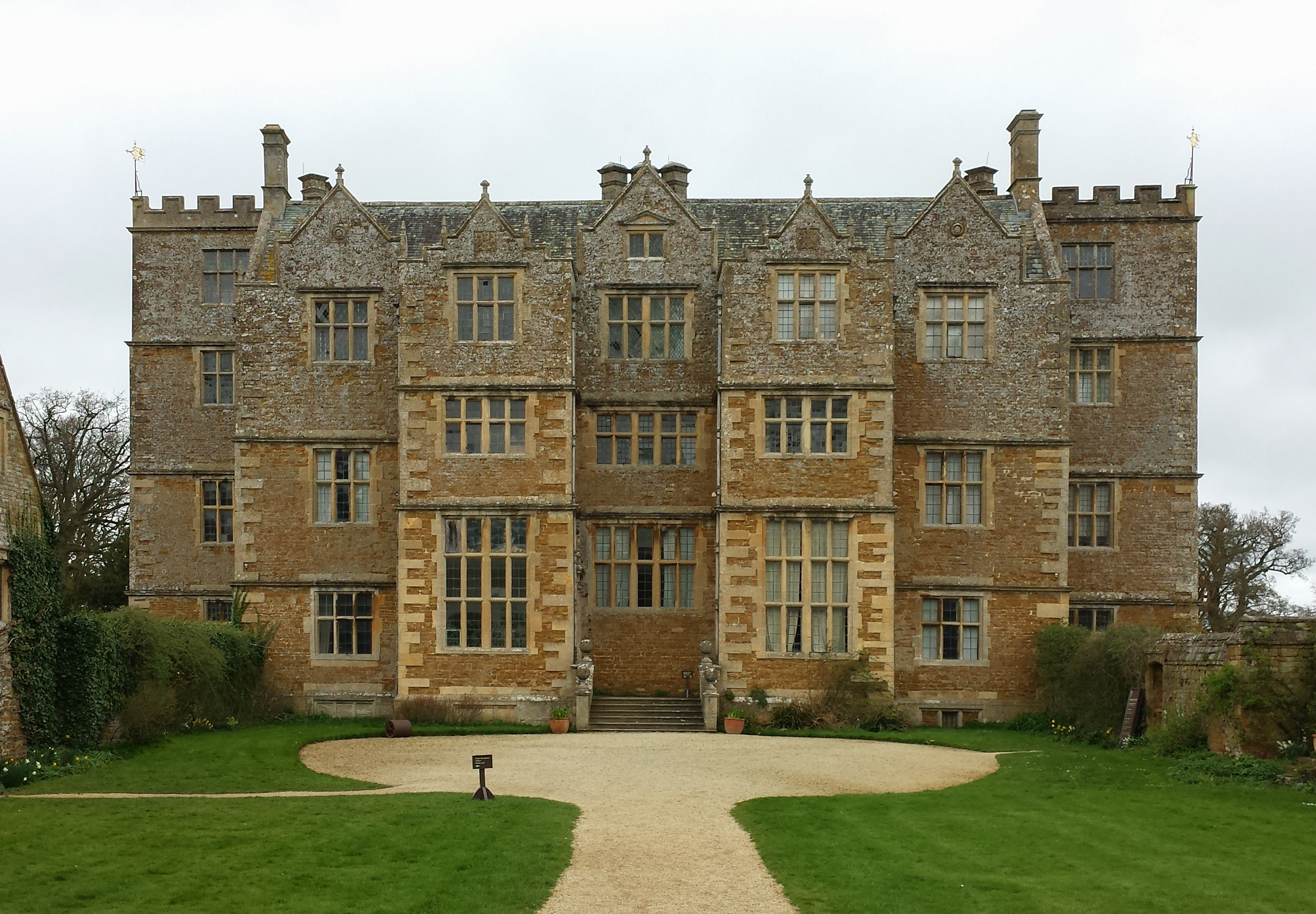
Vorderfront von Chastelton House

Chastleton House (ˈtʃæsəltən.haʊs) ist ein Jakobinisches Landhaus in Chastleton, nahe Moreton-in-Marsh in der Grafschaft Oxfordshire. Das in der Liste der Grade-I-Baudenkmäler Großbritanniens geführte Anwesen befindet sich seit 1991 im Eigentum des National Trust.

## Baugeschichte
Das Herrenhaus wurde zwischen 1607 und 1612 für den aus einer wohlhabenden Waliser Wollhändlerfamilie stammenden Rechtsanwalt Walter Jones (um * 1550; † 1632) errichtet; das Grundstück hatte er 1604 von Robert Catesby, dem Planer der Pulververschwörung von 1605, erworben. Die vorherigen Gebäude wurde bei Jones’ Neubau vollständig abgerissen. Als Baumaterial diente der so genannte Cotswold-Stein, ein gelber Kalkstein aus dem Jura. Der Bau wurde um einen schmalen Hof, den Dairy Court (Meierei), angelegt.
Chastleton House unterscheidet sich von anderen Anwesen dieses Typs in mehrfacher Hinsicht: Der Park mit einem in die Landschaft eingebetteten Zugang fehlt. Weiter wurde es in das Dorf von Chastleton eingefügt. Dadurch waren die Wirtschaftseinrichtungen, die für ein Herrenhauses benötigt und üblicherweise an dieses deshalb baulich angebunden werden, wie eine Wäscherei, eine Bäckerei oder ein Fischteich, bereits vorhanden und fehlen somit auf dem Grundstück. Schließlich befand sich das Anwesen für fast 400 Jahre im Besitz derselben Familie, die bald nach Fertigstellung des Gebäudes im 17. Jahrhundert in finanzieller Schwierigkeiten geraten war, weil der zum Anwesen gehörende Grundbesitz nicht genügend Mittel abwarf. Zu dieser Situation mag auch der Niedergang der Wollindustrie im 17. Jahrhundert und die Unterstützung der Oppositionspartei (Royalists) durch die Eigentümer beigetragen haben. Auch trieben die Grundherren ihre Pacht nicht mit letzter Konsequenz ein. Jedenfalls fanden aus Geldmangel in Chastleton House die sonst regelmäßig im jeweiligen Zeitgeschmack vorgenommenen Modernisierungen am Gebäude und seiner Einrichtung kaum statt. Dadurch blieben Bau und Ausstattung der Entstehungszeit weitestgehend erhalten.
So legt auch der National Trust den Schwerpunkt auf eine Konservierung des Anwesens im übernommenen Zustand und verzichtet weitestgehend auf restauratorische Maßnahmen. Dadurch erhält der Besucher, denen das Gros der Räume bereits zugänglich gemacht worden ist, einen seltenen Einblick in die Lebensverhältnisse des 17. Jahrhunderts.
Von besonderem architektonischen Rang ist die Long Gallery mit ihrer stuckverzierten tonnengewölbten Decke. Mit 22 m Länge und ihrem Alter ist sie in England unvergleichlich. Hervorhebenswert ist der Große Saal (Great Chamber), der für die Unterhaltung wichtiger Gäste und für Musikaufführungen eingerichtet wurde. Die Gestaltung hat Wurzeln in der italienischen Renaissance. Die Ausführung der Wandpaneele zeigt Einflüsse des Klassizismus, ebenso wie die bemalten Rondelle rund um einen Fries, der die zwölf Sibyllen abbildet. In dem Raum befindet sich ein Gläserset aus der Jakobitischen Zeit, dessen Gravuren mit den Jakobitischen Symbolen, Rosen, Eichenblättern und einer Windrose, die politischen Sympathien der Familie im 18. Jahrhundert widerspiegeln.
Im Jahre 1919 wurde eine von zahlreichen Tapisserien im Gebäude entdeckt. Diese Arbeiten werden interpretiert als Beweis für die Arbeit einer Wandteppichweberei im Herrenhaus von William Sheldon († 1570) in dem in der Nähe von Shipston-on-Stour gelegenen Barcheston (Grafschaft Warwickshire). Eine dieser Tapisserie wird in der Mittelkammer (Middle Chamber) gezeigt, eine andere ist ständiges Exponat des Victoria and Albert Museums in London.

## Chastleton Garden

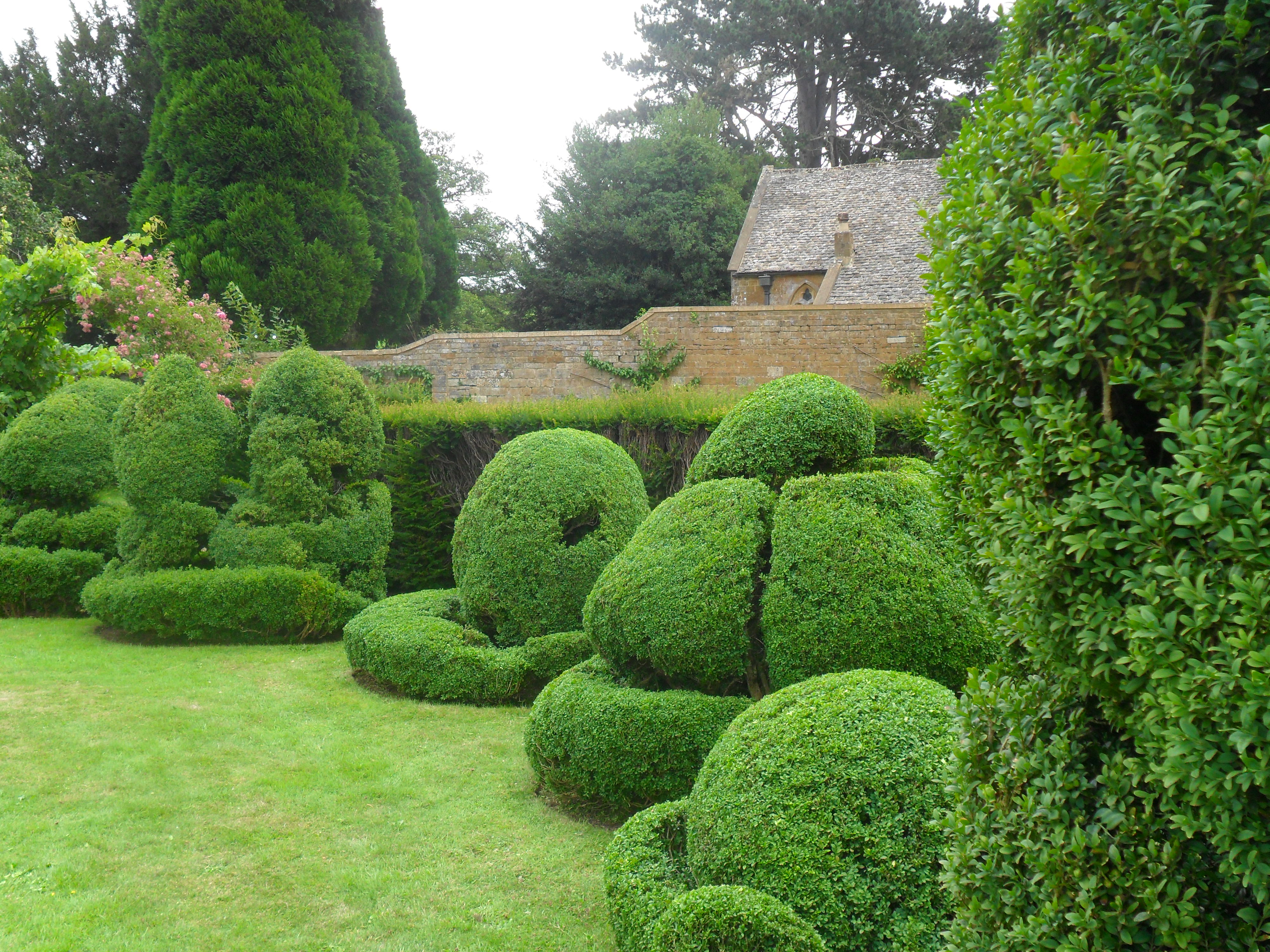
Ziergarten von Chastelton House

Der in der Liste der Grade-II-Baudenkmäler Großbritanniens geführte Garten wurde im Gegensatz zum Gebäude im Laufe der Zeit vielfach verändert, so dass über seinen ursprünglichen Zustand kaum etwas bekannt ist. 1828 legte die Familie Whitmore-Jones einen Garten an, der eine jakobinische Anlage nachahmte. Dies ging allmählich vergessen, und der Garten galt als ein Original aus dieser Zeit. Erst nach der Übernahme der Anlage durch den National Trust und ausführlichen Archivstudien wurde erkannt, dass es sich nicht um eine originale Anlage handelte. Die Umfassungsmauern stammen nachweislich aus dem 17. Jahrhundert, somit dürfte feststehen, dass die heutige Ausdehnung des Gartens mit jener der ersten Anlage übereinstimmt. Letztere folgt den Empfehlungen von Gervase Markham in seinem Werk The English Husbandman (Der Englische Landmann) von 1613: ein Vorhof zur Hausfront mit einem seitlichen so genannten Base court an einer Hausseite, der Ställe und landwirtschaftliche Nebengelasse einschließt; die anderen beiden Gebäudeseiten sollten von einem Garten umgeben sein, der in einen Obstgarten, einen Kräutergarten und einen mit Ziergehölzen bepflanzten Lustgarten unterteilt ist. Einen großen Teil des Lustgartens nimmt eine historische Croquetwiese ein, die von heutigen Besuchern bespielt werden kann.

## Sonstiges
- In Chastleton wurden 1865 erstmals die Regeln für Rasencroquet kodifiziert, so dass Chastleton House mit gewisser Berechtigung als „Home of croquet“ bezeichnet wird.
- Das Anwesen war einer der Drehorte für den von der BBC produzierten vierteiligen Fernsehfilm Elizabeth I – The Virgin Queen, der im Januar und Februar 2006 ausgestrahlt wurde.